# Панайот Панайотов (художник)
Вижте пояснителната страница за други личности с името Панайот Панайотов.
Панайот Панайотов е български художник живописец, преподавател в Националната художествена академия и неин ректор в продължение на 2 мандата.
Силната му страна е портретът. Представител е на реализма в изкуството.
Негов син е художникът Панайот Панайотов - Пането.